# HOMEMADE
『HOMEMADE』（ホームメイド）は、日本のラッパー・さなりの1枚目のミニアルバム。2019年7月5日にA-Sketchよりリリースされた。

## 概要
さなりが全編セルフプロデュースにより、さなり本人の自宅で制作した全8曲入りのデジタル・アルバム。YouTubeでの掲載や、AbemaTVで放送され、さなり自身も出演した「白雪とオオカミくんには騙されない」で使用された「Flow love」を中心に、これまで度々ライヴで披露されており、ファンから正式リリースを願う声があった楽曲を再録とリミックスして収録。さらに未公開の最新楽曲「Pride」を含んだ全8曲が収録されている。

## 収録内容
| 全作詞・作曲: さなり。 |                |        |            |       |
| #                      | タイトル       | 作詞   | 作曲・編曲 | 時間  |
| 1.                     | 「Dropout」    | さなり | さなり     | 01:51 |
| 2.                     | 「FREE STYLE」 | さなり | さなり     | 02:44 |
| 3.                     | 「Fairy Tale」 | さなり | さなり     | 04:29 |
| 4.                     | 「BLUE」       | さなり | さなり     | 04:09 |
| 5.                     | 「Dream」      | さなり | さなり     | 02:52 |
| 6.                     | 「Flow love」  | さなり | さなり     | 03:32 |
| 7.                     | 「Pasque」     | さなり | さなり     | 03:49 |
| 8.                     | 「Pride」      | さなり | さなり     | 04:47 |
| 合計時間:              | 合計時間:      | 28:13  |            |       |